# Peter Luttenberger
Peter Luttenberger (født 13. december 1972 i Østrig) er en tidligere professionel cykelrytter, som kørte for Team CSC 2003–2007. Han har været professionel siden 1995. Han vandt i 2006 det østrigske enkeltstartsmesterskab.

## Tidligere hold
Carrera (1995-1996)
Rabobank (1997-1998)
ONCE (1999-2000)
Tacconi Sport (2001)
Vini Caldirola (2002)

## Bedste resultater

### 1996
1 Tour de Suisse
1 Tour de Suisse, 7. etape
5 Tour de France

### 1997
13 Tour de France

### 1998
1 Österreich Rundfahrt, 5. etape
6 Setmana Catalana
9 Paris-Nice
9 Tour de Suisse

### 1999
5 Vuelta al Pais Vasco
19 Giro d'Italia

### 2000
8 Dauphiné Libéré

### 2003
13 Tour de France

### 2004
15 Deutschland Tour
15 Setmana Catalana de Ciclismo

### 2005
11 Österreich Rundfahrt
14 Romandiet Rundt
21 Deutschland Tour